# Jeux asiatiques en salle de 2017
Navigation
Édition précédente
Les Ve Jeux asiatiques en salle se déroulent du 17 septembre au 27 septembre 2017 à Achgabat au Turkménistan.

## Pays participants
La majorité des pays membres du Conseil olympique d'Asie participent aux Jeux, le Pakistan, la Palestine, le Timor oriental et ... n'y participe pas. Des pays de la Fédération Océanienne sont également présents.
(entre parenthèses, le nombre de participants par délégation)
Membres du Conseil olympique d'Asie
- Afghanistan (181)
- Arabie saoudite (55)
- Bahreïn (11)
- Bangladesh (12)
- Bhoutan (12)
- Birmanie (1)
- Brunei (1)
- Cambodge (2)
- Chine (202)
- Corée du Sud (71)
- Émirats arabes unis (61)
- Hong Kong (116)
- Inde (200)
- Indonésie (134)
- Iran (230)
- Irak (52)
- Japon (60)
- Jordanie (115)
- Kazakhstan (185)
- Kirghizistan (182)
- Laos (7)
- Liban (68)
- Macao (36)
- Malaisie (13)
- Maldives (38)
- Mongolie (84)
- Népal (18)
- Corée du Nord (1)
- Oman (5)
- Ouzbékistan (223)
- Philippines (116)
- Qatar (49)
- Singapour (12)
- Sri Lanka (21)
- Syrie (35)
- Tadjikistan (147)
- Taipei chinois (102)
- Thaïlande (249)
- Turkménistan (496)
- Vietnam (112)
- Yémen (6)

Membres des Comités nationaux olympiques d'Océanie
- Australie (18)
- Îles Cook (11)
- Fidji (28)
- Guam (34)
- Kiribati (13)
- Îles Marshall (10)
- États fédérés de Micronésie (11)
- Nauru (12)
- Palaos (10)
- Papouasie-Nouvelle-Guinée (10)
- Samoa (16)
- Samoa américaines (7)
- Îles Salomon (19)
- Tonga (10)
- Tuvalu (8)
- Vanuatu (14)

## Sports
(entre parenthèses, le nombre de médailles d'or attribuées)
| - Athlétisme (26) - Basket-ball 3 contre 3 (2) - Gymnastique aérobic (4) - Jeux de plateau - Échecs (4) - Xiangqi (2) - Bowling (6) - Boxe (8) - Billard (10) | - Cyclisme sur piste (10) - Danse sportive (10) - Danse du dragon et du lion (6) - Sport électronique (6) - Nage avec palmes (16) - Futsal (2) - Sepak takraw (2) - Tir à l'arc en salle (8) - Kabaddi (1) | - Kickboxing (8) - Kourach (8) - Muay thaï (9) - Pencak-Silat (15) - Pétanque (4) - Natation (30) - Dacau (6) - Vovinam Viet Vo Dao (14) - Wushu (8) |